# Adana Demirspor
Adana Demirspor ist ein türkischer Sportverein aus der Stadt Adana. Er ist vor allem durch seine Fußballabteilung bekannt. Diese spielt zur Saison 2023/24 ihre insgesamt 20. Spielzeit in der höchsten Türkischen Fußballliga, der Süper Lig, und belegt in der Ewigen Tabelle der Süper Lig den 25. Rang. Die Vereinsfarben sind blau–marineblau.

## Geschichte

### Gründung
Gegründet wurde der Verein im Jahre 1940 als Betriebssportverein der örtlichen Niederlassung der staatlichen Eisenbahngesellschaft der Türkei.

### Die ersten Jahre bis zur Gründung der Millî Lig
Da zur Gründungszeit der Fußballabteilung des Vereins noch keine landesübergreifende türkische Liga existierte, bestanden in den Ballungszentren diverse regionale Ligen, von denen die Ankara Futbol Ligi (dt. Fußballliga Ankara) nach der Istanbuler Liga als eine der renommiertesten des Landes galt. Unmittelbar nach der Vereinsgründung Demirspors zog die Region um die Provinz Adana nach und gründete die regionale Liga Çukurova Ligi. Demirspor, das zu den Gründungsmitgliedern dieser Liga zählte, dominierte die Liga und gewann in der Zeit 1942 bis 1952 alle Meisterschaften dieser Liga.

### Allgemeines
Der Verein wird im Volksmund auch Mavi Şimşekler genannt, was so viel bedeutet wie Blaue Blitze. Zu den bekanntesten Spielern des Vereins gehören Fatih Terim und Hasan Şaş. Adana Demirspor verlor 1989 mit 0:10 gegen Beşiktaş Istanbul und hält somit den traurigen Rekord für die höchste Niederlage in der Geschichte der Süper Lig. Die Saison 2011/12 beendete Adana Demirspor als Relegationssieger der TFF 2. Lig (3. Liga) und erreichte damit nach achtjähriger Abstinenz den indirekten Wiederaufstieg in die TFF 1. Lig. Der Verein bildet mit seiner Fangruppierung Şimşekler Grubu (dt. Gruppe der Blitze) eine in der Türkei äußerst angesehene Unterstützerschaft. Seit Einführung der Passolig-Karten in türkischen Stadien der ersten und zweiten Liga während der Saison 2013/14, verkaufte Adana Demirspor mit Abstand die meisten Passolig-Karten in der zweiten Liga (PTT 1. Lig). Betrachtet man hierbei die Verkaufszahlen aller 36 Vereine der beiden Ligen, belegt Adana Demirspor zur Saison 2015/16 den 8. Platz.

## Stadion
Der Verein war im 5 Ocak Fatih Terim Stadı (dt.: Fatih-Terim-Stadion des 5. Januar) beheimatet und teilte sich diese Spielstätte mit seinem großen Erzrivalen Adanaspor. Das Stadion wurde 1938 unter dem Namen 5 Ocak Stadı (dt.: Stadion des 5. Januar) gebaut und erfuhr in den Jahren 1975 und 1988 größere Umbauten wie die einer überdachten Tribüne. Das Datum des Stadionnamens 5 Ocak (5. Januar) steht für den 5. Januar 1922. An diesem Tag endete die Französische Besetzung Kilikiens und die Besatzungstruppen verließen die Stadt Adana.
Am 25. Januar 2014 bekam das Stadion den Namenszusatz des bekannten Fußballspielers und Trainers Fatih Terim, der in Adana geboren ist und elf Jahre lang für Adana Demirspor spielte. Seitdem heißt das Stadion 5 Ocak Fatih Terim Stadı. Vor der Umbenennung hieß es 5 Ocak Stadı bzw. Adana 5 Ocak Stadı.
Im Februar 2021 zog Adana Demirspor sowie Rivale Adanaspor in das neugebaute Yeni Adana Stadyumu mit 33.543 Plätzen um.

## Erfolge

### Nationale Ligaerfolge
- Meister der TFF 1. Lig: 1972/73, 1986/87, 1990/91, 2020/21
- Play-off-Sieger der TFF 1. Lig: 1993/94
- Aufstieg in die Süper Lig: 1972/73, 1986/87, 1990/91, 1993/94, 2020/21
- Meister der TFF 2. Lig: 2000/01
- Play-off-Sieger der TFF 2. Lig: 2011/12
- Aufstieg in die TFF 1. Lig: 2000/01, 2011/12

### Nationale Pokalerfolge
- Türkischer Pokalfinalist: 1977/78
- TSYD-Adana-Pokalsieger: 1977, 1980, 1981, 1985, 1986, 1993, 1994, 1997, 2002[6]

## Europapokalbilanz
| Saison  | Wettbewerb                    | Runde                  | Gegner    | Gesamt          | Hin     | Rück          |
| ------- | ----------------------------- | ---------------------- | --------- | --------------- | ------- | ------------- |
| 2023/24 | UEFA Europa Conference League | 2. Qualifikationsrunde | CFR Cluj  | 3:2             | 1:1 (A) | 2:1 (H)       |
| 2023/24 | UEFA Europa Conference League | 3. Qualifikationsrunde | NK Osijek | 7:4             | 5:1 (H) | 2:3 (A)       |
| 2023/24 | UEFA Europa Conference League | Play-offs              | KRC Genk  | 2:2 (4:5 i. E.) | 1:2 (A) | 1:0 n. V. (H) |

Gesamtbilanz: 6 Spiele, 3 Siege, 1 Unentschieden, 2 Niederlagen, 12:8 Tore (Tordifferenz +4)

## Ligazugehörigkeit
- 1. Liga: 1960–1961, 1973–1984, 1987–1990, 1991–1992, 1994–1995, seit 2021
- 2. Liga: 1961–1973, 1984–1987, 1990–1991, 1992–1994, 1995–1999, 2002–2004, 2012–2021
- 3. Liga: 1999–2002, 2004–2012

## Kader der Saison 2024/25
- Letzte Aktualisierung: 16. Juni 2025[7][8]

| Nr.        | Nat.                      | Name              | Geburtstag    | im Verein seit | Vertrag bis |
| Tor        | Tor                       | Tor               | Tor           | Tor            | Tor         |
| ---------- | ------------------------- | ----------------- | ------------- | -------------- | ----------- |
| 25         | Turkei                    | Murat Eser        | 4. Juni 2005  | 2024           | 2028        |
| 27         | Turkei                    | Deniz Dönmezer    | 21. Sep. 2008 | 2024           | 2026        |
| 39         | Turkei                    | Vedat Karakuş     | 28. Feb. 1998 | 2020           | 2025        |
| Abwehr     |                           |                   |               |                |             |
| 5          | Guadeloupe                | Andreaw Gravillon | 8. Feb. 1998  | 2023           | 2026        |
| 23         | Turkei                    | Abdulsamet Burak  | 13. Mai 1996  | 2022           | 2025        |
| 24         | Turkei                    | Burhan Ersoy      | 13. Juni 2003 | 2023           | 2025        |
| 30         | Turkei                    | Yücel Gürol       | 30. Mai 2005  | 2024           | 2025        |
| 53         | Turkei                    | Yusuf Demirkıran  | 22. März 2006 | 2025           |             |
| 55         | Turkei                    | Tolga Kalender    | 17. Aug. 2001 | 2021           | 2025        |
| 61         | Turkei                    | Ali Arda Yıldız   | 16. Apr. 2007 | 2025           |             |
| 91         | Turkei                    | Kadir Karayiğit   | 31. Okt. 2005 | 2024           | 2029        |
| Mittelfeld |                           |                   |               |                |             |
| 08         | Turkei                    | Tayfun Aydoğan    | 29. Mai 1996  | 2023           | 2026        |
| 10         | Frankreich Marokko        | Nabil Alioui      | 18. Feb. 1999 | 2024           | 2026        |
| 16         | Turkei                    | İzzet Çelik       | 20. Juni 2004 | 2020           | 2025        |
| 21         | Turkei Deutschland        | Bünyamin Balat    | 5. Jan. 1997  | 2021           | 2026        |
| 22         | Turkei Frankreich         | Aksel Aktaş       | 15. Juli 1999 | 2024           | 2026        |
| 58         | Angola                    | Maestro           | 4. Aug. 2003  | 2024           | 2026        |
| 90         | Turkei                    | Ahmet Yılmaz      | 5. Mai 2006   |                |             |
| Sturm      |                           |                   |               |                |             |
| 11         | Turkei Niederlande        | Yusuf Barası      | 31. März 2003 | 2023           | 2026        |
| 13         | Turkei                    | Gökdeniz Tunç     | 7. Aug. 2006  | 2025           | 2026        |
| 17         | Kasachstan                | Abat Ajymbetow    | 7. Aug. 1995  | 2024           | 2025        |
| 28         | Turkei                    | Salih Kavrazlı    | 16. März 2002 | 2022           | 2025        |
| 60         | Turkei                    | Ozan Demirbağ     | 12. Feb. 2008 | 2024           | 2026        |
| 80         | Turkei                    | Ali Yavuz Kol     | 29. Jan. 2001 | 2022           | 2026        |
| 87         | Turkei                    | Ozman Kaynak      | 15. Mai 2006  | 2024           |             |
| 93         | Kongo Republik Frankreich | Breyton Fougeu    | 6. Jan. 2004  | 2024           | 2026        |
| 94         | Turkei                    | Samet Akif Duyur  | 12. Aug. 2009 | 2025           |             |

## Rekordspieler
| Rang                | Name                 | Einsätze | Zeitraum  |
| ------------------- | -------------------- | -------- | --------- |
| 01.                 | Rasin Gürcan         | 257      | 1973–1984 |
| 01.                 | Orhan Uçak           | 257      | 1975–1988 |
| 02.                 | Orhan Ozan           | 203      | 1978–1988 |
| 03.                 | Necmettin Dağdeviren | 184      | 1976–1984 |
| 04.                 | İbrahim Uzunca       | 168      | 1979–1995 |
| 05.                 | Savaş Erol           | 163      | 1975–1983 |
| 06.                 | Eren Talu            | 158      | 1977–1984 |
| 07.                 | Müjdat Karanfilci    | 152      | 1978–1984 |
| 08.                 | Gürcan Aday          | 147      | 1981–1989 |
| 09.                 | Ümit Özkalp          | 146      | 1981–1992 |
| 09.                 | Tekin İncebaldır     | 146      | 1982–1995 |
| 10.                 | Raşit Karasu         | 146      | 1973–1979 |
| Stand: 4. März 2016 |                      |          |           |

| Rang                | Name              | Tore | Einsätze | Tore/Spiel |
| ------------------- | ----------------- | ---- | -------- | ---------- |
| 01.                 | Rasin Gürcan      | 56   | 257      | 0,22       |
| 02.                 | Müjdat Karanfilci | 45   | 152      | 0,3        |
| 03.                 | Ziya Yıldız       | 35   | 71       | 0,49       |
| 04.                 | Raşit Karasu      | 17   | 139      | 0,12       |
| 05.                 | Ümit Özkalp       | 16   | 146      | 0,11       |
| 05.                 | İbrahim Uzunca    | 16   | 168      | 0,1        |
| 06.                 | Adnan Dürüst      | 13   | 88       | 0,15       |
| 06.                 | Orhan Uçak        | 13   | 257      | 0,05       |
| 07.                 | Sinan Turhan      | 12   | 56       | 0,21       |
| 07.                 | Savaş Erol        | 12   | 163      | 0,07       |
| 08.                 | Zafer Tüzün       | 11   | 30       | 0,37       |
| 08.                 | Hasan Eryiğit     | 11   | 60       | 0,18       |
| 08.                 | İsmail Güner      | 11   | 94       | 0,12       |
| 09.                 | Selami Tekkazancı | 10   | 33       | 0,3        |
| 09.                 | İbrahim Çolak     | 10   | 66       | 0,15       |
| 10.                 | Fernand Coulibaly | 9    | 21       | 0,43       |
| 10.                 | Rauf Kılıç        | 9    | 30       | 0,3        |
| 10.                 | Erol Togay        | 9    | 64       | 0,14       |
| Stand: 4. März 2016 |                   |      |          |            |

## Bekannte ehemalige Spieler
| - İsmail Akbaşlı - Metin Aktaş - Ercan Albay - Cengiz Alp - Timuçin Aşcıgil - Victor Astafei - Timuçin Bayazıt - Volkan Kürşat Bekiroğlu - Murat Bölükbaşı - Taner Demirbaş - Savaş Erol e.n. - Ömer Gülen - Taner Gülleri - Raşit Karasu e., n. - Onur Kayador - Kayhan Kaynak - Faruk Korkmaz | - Hurşut Meriç - Yiğit İncedemir - Zafer Öğer - Eser Özaltındere n. - Sakıp Özberk - Tayfun Seven - Yasin Sülün - Zafer Tüzün - Eren Talu n. - Hasan Şaş - Ali Tandoğan - Fatih Terim - Erol Togay - Mustafa Ulucan - Şenol Ulusavaş |

## Trainer (Auswahl)
| - Ahmet Arıboğan (September 1960 – Juni 1961) - Abdulah Gegić (September 1973 – Mai 1974) - Yüksel Doğanay (August 1974 – Januar 1976) - Ali Hikmet Aydınoğlu (Januar 1976 – Mai 1976) - Muharrem Gülergin 2 (Mai 1976) - Sabahattin Erman (September 1976 – Oktober 1976) - Nuri Şengezer 2 (Oktober 1976) - Orhan Yüksel 2 (September 1976 – Juni 1977) - Yüksel Doğanay (September 1977 – Mai 1978) - Zeynel Soyuer (August 1978 – Juni 1979) - Doğan Emültay (August 1979 – November 1980) - Ali Hoşfikirer 2 (November 1980) - Coşkun Özarı (November 1980 – Juni 1982) - Marko Valok (August 1982 – März 1983) - Ramazan Şanıvar 2 (März 1983 – April 1983) - Ali Hoşfikirer (April 1983 – Dezember 1983) - Mehmet Kargılar 2 (Dezember 1983 – Januar 1984) - Gündüz Tekin Onay (Februar 1984 – Mai 1984) - Fuad Muzurović (August 1987 – November 1988) - Sakıp Özberk (November 1992 – Dezember 1992) - Ercan Albay (Juli 1993 – Oktober 1993) - Metin Türel (November 1993 – Mai 1994) | - Samet Aybaba (Juli 1994 – Februar 1995) - İlyas Tüfekçi (September 1996 – Januar 1997) - Metin Türel (Januar 1997 – November 1997) - Davut Uçak (November 1997 – April 1998) - Necati Özçağlayan (August 1998 – Oktober 1998) - Ercan Albay (Juni 2000 – November 2002) - Behzat Çınar (Dezember 2002 – Mai 2003) - İbrahim Uzunca (Juli 2003 – Oktober 2004) - Nurettin Yılmaz (Oktober 2004 – Mai 2005) - Durmuş Çolak (August 2006 – April 2007) - Davut Uçak 2 (April 2007 – Mai 2007) - Levent Eriş (August 2007 – März 2008) - Sadi Tekelioğlu (März 2008 – Mai 2008) - İbrahim Çolak 2 (Mai 2008) - Metin Yıldız (August 2008 – November 2008) - Behzat Çınar (November 2008 – Januar 2009) - Abdülkerim Durmaz (Januar 2009 – Oktober 2009) - Durmuş Çolak (Oktober 2009 – Januar 2010) - Hüseyin Özcan (Januar 2010 – August 2010) - Soner Tolungüç (August 2010 – September 2011) - Ali Güneş (Februar 2011 – September 2011) - Durmuş Çolak (September 2011 – April 2012) | - Ercan Albay (April 2012 – Juli 2012) - Osman Özdemir (August 2012 – Oktober 2012) - Mustafa Uğur (Oktober 2012 – Mai 2013) - Yücel İldiz (August 2013 – November 2013) - Mustafa Uğur (November 2013 – Februar 2014) - Nurettin Yılmaz 2 (Februar 2014 – März 2014) - Ercan Albay (März 2014 – Mai 2014) - Ünal Karaman (Juli 2014 – Mai 2015) - Samet Aybaba (Juni 2015 – August 2015) - Osman Özköylü (August 2015 – März 2016) - Tayfur Havutçu (März 2016 – April 2016) - Yılmaz Vural (April 2016 – Mai 2016) - Erkan Sözeri (Juni 2016 – Oktober 2016) - Engin İpekoğlu (Oktober 2016 – Mai 2017) - Tekin İncebaldır 2 (Mai 2017 – Juni 2017) - iray Bulak (Juni 2017 – Oktober 2017) - Gürcan Aday 2 (November 2017) - Timuçin Bayazıt (November 2017 – Februar 2018) - Mustafa Uğur (Februar 2018 – August 2018) - Hakan Kutlu ( August 2018 – November 2018) - Yılmaz Vural (November 2018 – Februar 2019) - Ümit Özat (Februar 2019 – September 2019) |

## Präsidenten (Auswahl)
- Sedat Sözlü
- Murat Sancak

## Andere Sportarten
- Basketball (die Herren-Basketballmannschaft spielt in der 2. Türkischen Liga)
- Volleyball
- Wasserball
- Schwimmsport
- Leichtathletik